# もっこり半兵衛
『もっこり半兵衛』（もっこりはんべえ）は、徳弘正也による日本の青年漫画作品。『グランドジャンプPREMIUM』（集英社）にて2015年11月号から2016年3月号まで短期集中連載の後、不定期掲載、めちゃコミックのグランドジャンプめちゃのレーベルにて独占先行配信され、3巻以降は電子書籍でのみ単行本が刊行されている。連載を希望して複数の出版社にネームを送るも、「時代劇はだめ」と断られ、不定期掲載となった経緯がある。
43話で享保2年から3年に時間が経過している。

## あらすじ
享保二年（1話時点）、元は滅法腕の立つ剣術指南役、今は脱藩し町人地を月一両で夜廻りする江戸の用心棒。もっこり半兵衛こと月並半兵衛が様々な騒動に出くわす。

## 登場人物
月並半兵衛（つきなみ はんべえ）
主人公。「もっこり半兵衛」と呼ばれる38歳の裏長屋住まいの浪人。8年間、月に一両で江戸の町人地の夜廻りを行っている。類稀な剣の強さと過去の行いから一部の者からは「人斬り半兵衛」とも呼ばれ恐れられている。夜廻り後は家で昼まで寝ている。
夜廻り時に半兵衛が毎夜夜鷹に会っているのを見た人間から、もっこり半兵衛と呼ばれるようになる。たまに新人の夜鷹にはフェラチオを頼んでおり、将軍の元にまで毎夜夜鷹にフェラチオしてもらっているという噂が届いているが、さおりが半兵衛のもっこりは異名だおれと言うように噂ほどではない。志乃との回想以外で本編中セックスまでしている描写があるのは小雪のみだが、小雪にセックスが下手だと指摘されて落ち込んでいる。
毎月の一両とは別に人から事件解決の謝礼などを貰うこともあるが、他者に施す出費も多い。
元荒巻藩剣術指南役。人格に問題のある藩主の命令で月に1度、仕官を餌に集められた者たちを戦わせる剣術試合の決勝に勝ち残った者2名と、相手が死ぬまで真剣勝負を行う仕事を5年間やらされていた。半兵衛自身は誰にも負けることなく愚直に勤めていたが、周囲の理解が得られず妻にも不倫され逃げられた。その時のストレスで金玉が円形脱毛症になっている。その後、荒巻藩から脱藩し、江戸に出てきた際に柳沢吉保から「江戸の用心棒」を頼まれる。
夜廻りを始めたころは、真剣で辻斬りや盗人などを斬り殺していたが夜鷹たちにやめるよう諭されたため、6年前に刀身を売り、現在は刀に見せかけた木刀を差している。
むやみに殺すことは避けているが場合によっては殺すこともあるため、そのことを知っている者から殺しの依頼をされることもあるが、自分は殺し屋ではないと断ることが多い。剣客として強い相手との戦いを望むこともある。
江戸に来てからは総髪であり、髪結いに手入れをしてもらう機会があっても「キャラ変わっちゃう」ので月代を剃ることはない。
さおり
半兵衛の娘。8才。身体能力も理解力も高くこまっしゃくれたしっかり者。半兵衛同様目が小さく顔がそっくりだがお駒が鏡を貸してくれるまで自分の顔を正確に見たことがなかったため自覚がなかった。
半兵衛からは母親とは死別したと聞かされているが、半兵衛が時々志乃に逃げられる夢を見て寝言を言うので、実際は逃げられたのだろうと認識している。尾形が家を訪ねてきたことをきっかけに半兵衛から母の駆け落ちの経緯を説明される。
志乃が半兵衛を避けて里にこもっていた時にできた子だが、半兵衛も一度帰ってきた志乃に1回だけ頼み込んで性交しているので、父親が半兵衛か尾形かはっきりしない。さおりは半兵衛を父上と呼び、尾形のことはおっさんと呼ぶ。
7年前赤ん坊のころ、半兵衛の夜廻り中、1年間相模屋の夫婦に面倒を見てもらっていたことがある。以降は隣ののぞきババアに見守られている。
夜廻りに行く半兵衛を「今夜も平和な夜でありますように」と手を合わせ見送る。昼に家にいる時は机に向かっていることが多い。釣りを趣味としており、よくさおり釣りクラブのメンバーと川で釣っている。
お駒（おこま）
元提重（女郎）の飴屋。享保三年時点で19歳。提重の時客に無理心中を強いられそうになっていたところを半兵衛に助けられる。
その後提重をやめ、本格的に飴屋になり、ちんこ飴を売って生計を立てている。様々な新作ちんこ飴を試作し売っているが、新作のウケは悪いことが多く、売れ行きもよくない。
顔のいい男やお金持ちにすぐ飛びつく面もあり、八丁堀に喋らなければいい女だと評される。
半兵衛に好意を抱いており、周囲からも半兵衛の女と見なされる一方、敵が多くいつ殺されてもおかしくない半兵衛と夫婦としてやっていくことに不安があるため、女房にしてほしいと伝える踏ん切りがつかない。
住んでいた長屋を焼け出されたことから一時半兵衛の長屋に住むが後に裏長屋の別の部屋に一人で住むようになる。長屋を焼け出された時に半兵衛に買ってもらった着物を宝物として大切にしている。
房総の漁師の娘で泳ぎが上手い。
乱丸（らんまる）
陰間の美男子。直参旗本の四男坊。享保三年時点で19歳。湯島の陰間茶屋の売れっ子で一晩二両。兄に陰間であることを恥と見なされ殺されかけたところを半兵衛に助けられる、後に兄とは仲直りする。
半兵衛に好意を持ち、度々すごいテクニックでフェラチオするが、半兵衛には自分は男色ではないと返されている。
八丁堀
町奉行の同心。本名の名字は中山。世襲で同心になっており、度々賄賂を貰うなど仕事熱心ではない。鉄製の贋金を噛んだ際に前歯が折れている。クンニにこだわる。とある八百屋の娘と恋仲になるが、盗賊となっていた兄が火付け泥棒をしていることを知り、連座としないため自身の手で兄を斬り極秘裏に処分したが、娘に会わせる顔がなく、失恋した。
仕事柄半兵衛に情報を教えるなど協力することはままあり、半兵衛の身を案じて忠告をすることもある。
夜鷹たち
江戸の町で夜に売春を行う女たち。特にお松・お竹・お梅の3人の老婆が登場することが多い。他にも労咳により体調を崩し半兵衛から医者代をもらったものの酒手にして死んでしまったお文や、ボケて前後がわからないため前帯になっているお滝などがいる。偶に若い女もいるが、大半は明るいところではホラーにしか見えない婆さんたち。
半兵衛が用心棒を始めたばかりのころ、夜廻りで斬った悪人を片付け、人を斬り過ぎておかしくなりかけていた半兵衛に人を斬るのはよくないと諭した。半兵衛の夜廻りにより守られているが、半兵衛も夜鷹たちの優しさに救われている。
のぞきババア
半兵衛の住む裏長屋の隣人。壁に開いた顔面大の大きさの穴からよく半兵衛の家を覗き込んでいる。半兵衛が夜廻りしている時は穴からさおりを見守っている。
穴から手を出して半兵衛の食事を取ったり、半兵衛が味噌の中に隠していた小判を盗んだりすることもある。実は裏長屋の家賃でもギリギリという生活であり、家賃の倍上げが宣告された際には愕然としていた。
紀伊国屋文左衛門（きのくにや ぶんざえもん）
さおり釣りクラブのメンバー。材木商で江戸一番の豪商だったが、廃業し隠居している。「紀文」と呼ばれる。現在は三千両で身受けした傾城のお京と暮らす。廃業しているが、今でも多額の金銭を持っている。
1年前、廃業から5年目の時、人生の目標を失いウツになっていたところをさおりから話しかけられ、以後さおりの遊び友達となるが釣りをはじめ遊びは下手。それからは自分だけでは使いきれない貯えを人助けに使っている。
草凪新ノ助（くさなぎ しんのすけ）
さおり釣りクラブのメンバー。下谷に住む御家人の二男だが貧乏なため内職として朝顔の栽培をしている。
柳沢吉保（やなぎさわ よしやす）
五代将軍・徳川綱吉の小姓から大老まで成り上がった男。宝永6年に綱吉が亡くなったことで後ろ盾を失くし、強制的に隠居。作中に登場した際には刺客に襲われていたが、半兵衛に助けられる。半兵衛を召し抱えようとしたが断られたため、月に一両で江戸の用心棒として夜回りをすることを提案する。
自身は大老にまで出世したのに政治家として庶民のためになる政策を打てなかったことを気にしており、その罪滅ぼしとしての提案だった。半兵衛が夜回りを始めて5年後に亡くなったが、申し送りがされているのか夜回り用の蝋燭と報酬は届けられている。
作者の別作品「黄門さま〜助さんの憂鬱〜」には現役時代の吉保が登場したが、今作とは異なる別人キャラクターとして描かれている。
大岡忠相（おおおか ただすけ）
北町奉行。享保の改革の中心人物だが敵も多く命を狙われることも多い。半兵衛が柳沢家の使者から、とある大物を乗せた駕籠が夜に町人地を通る時に警護するように頼まれ、刺客から大岡の駕籠を守った時に出会う。半兵衛の剣の腕と人格を評価しており、自分の部下になるよう度々誘うが、半兵衛は侍には戻りたくないので断られる。長屋まで押しかけて半兵衛やさおりと将棋を指すなどしてそんな一時を気に入っていたが、自分が仕掛けたこととはいえ、半兵衛が尾張派に目を着けられてしまったのを解決するため「無礼な態度に怒って決裂した」と一芝居打った
日頃の業務に関しても目を光らせているため、八丁堀はやりにくくなったとぼやいている。半兵衛への頼みごとの報酬を地域振興券で払う、料亭の飲食代で「上様」宛ての領収書を切るなどせこい面もある。
徳川吉宗（とくがわ よしむね）
江戸幕府の八代目将軍。元紀州藩主であり将軍になる際に大幅に人事を刷新し、側近を紀州派で固め享保の改革を進めており、改革を邪魔するものには容赦がない。本人自身もケチなところがある。独裁的な進め方から敵が多く、その中でも徳川御三家の尾張派は最大勢力であり、将軍の座をめぐり尾張の徳川吉通を暗殺したのではないかとの噂もある。
伊賀衆総帥の薮田助八をリーダーに据え、忍者集団を結成しようとしている。また忍者の一員に扮して半兵衛に直接会っており、尾張の刺客をおびき出し、半兵衛を巻き込む形で自らを囲ませ、半兵衛に刺客を皆殺しにさせている。その時自らの肥前国忠吉を貸している。半兵衛の剣の腕は認めるものの、直接会った結果、忠義心のない半兵衛は侍ではなくただの人斬りであると評した。
お玉（おたま）
近所の裏長屋に住む14歳の少女。4年前からさおりが半兵衛に教わるのと一緒に学問を教わる。半兵衛に好意を抱いていた。前科者の父親がいるため商家に奉公に行くのは難しく、吉原に10年の年季奉公に行く。その後禿から始めて20歳で花魁となり、23歳で病死する。奉公に行く直前に半兵衛が買ってくれたかんざしと、譲って貰った徂徠の蘐園随筆の本を死ぬまで持っていた。
岩井玉五郎（いわい たまごろう）
看板歌舞伎役者。半兵衛と体格が似ている。7年前は町奴のチンピラだったが、半兵衛を見て世の中には強い人間がいくらでもいることを知り、馬鹿らしくなり更生する。更生する時に半兵衛に他にやりたい事はないのか聞かれ、歌舞伎役者になりたいと言ったところを応援される。今の自分があるのは半兵衛のおかげだと慕うが慕い方が男色じみている。運び人足だった父親が米屋から2千両もの大金を盗み出して逃げるという事件を起こしたことから軽蔑しており、父親のことが知れたら役者としての仕事も干されると悩んでいたが、実際には貧民の借金を記した大福帳を盗んでいた。
竹二郎（たけじろう）
「真門の竹二郎」と呼ばれる夜鷹たちのシマを仕切る集英組のやくざ。背の高い色白の男。貧民だらけの江戸の河原で育っている。
半兵衛のことを江戸で唯一敵に回してはいけない者と見なし、組として直接手を下すことは避けるが、半兵衛が夜鷹と組の間に入り値引きした夜鷹の貸衣装代を元に戻すため、第三者の手で始末できる機会があれば狙う。
小雪（こゆき）
本所回向院前岡場所人気No.1の美人遊女。長門の鯨組漁師の娘で父親の博打の借金で子どものころに女郎屋に売られている。
半兵衛にけいどうの情報を大岡から聞き出す依頼をした時、ストーカーからの用心棒を依頼した時にタダでセックスしている。
志乃（しの）
半兵衛の元妻。半兵衛が荒巻藩の剣術指南役だったころ、仕事で人を斬るうちに人殺しに慣れていく半兵衛をさけるようになり、里に帰り3年間ひきこもった後さおりを出産、出産後すぐにさおりを置いて荒巻藩の若侍だった尾形政彦とかけおちする。
享保三年時点で病気にかかっており、余命半年とされている。
尾形政彦（おがた まさひこ）
志乃とかけおちした若侍。数学の天才であり、若くして荒巻藩の勘定吟味役を務めていたが、武士の数学好きは嫌われ孤立していた。ある時城内に尾形が貼った和算の難問の遺題を、ただ一人志乃が解いたことが出会いと恋のきっかけであった。
現在は駿河国で和算塾を経営している。さおりを志乃に一目会わせるために、半兵衛のもとを訪ねる。
お由美（おゆみ）
幕府のくノ一で最下層の下忍。尾張派が浪人を集めて何かを企んでいるという情報が入ってきたため、夜鷹に化けて調べていたが見つかって処分される。半兵衛は彼女の仇を討つべく江戸市中に火付けしようとしていた尾張派30人を斬った。
お米（およね）
米問屋の大店、大黒屋の娘。自分の本名がださいため「米米（まいまい）」と自称する。義賊として活動中に半兵衛に助けられ好意を抱くが、歌舞伎役者に一目ぼれして半兵衛をふる。
山田浅右衛門（やまだ あさえもん）
試刀家。1年前に父である初代山田浅右衛門の家業を継いだ二代目山田浅右衛門。山野流居合術を修めている。幕府から首切り役人として出仕を要請されるが、これまで生きた人間を斬ったことはなかったため、半兵衛に指南を頼むも人を斬るという行為を受け入れられなかった。八丁堀の勧めで斬首の現場を検分するが、首切り役の未熟振りに苦痛と恐怖だけを与えられる罪人を苦しめないために出仕することを決めた。
柳生十兵衛（やぎゅう じゅうべえ）
将軍の兵法指南役。作中では故人だが亡霊として柳生藩の江戸屋敷の門前に出るようになる。噂を聞いて集まって来た剣客と立ち合いを繰り返すが、斬られても平気で斬り返すなど卑怯な真似で勝っていた。半兵衛と立ち会った際にも同じように戦ったが、かつて半兵衛と立ち会った剣客たちの霊に剣士としての不覚悟を責められて姿を消した。政治に転身した柳生家に疎まれて暗殺された説があった。
岡部清庵（おかべ せいあん）
植物学者の蘭方医。元は藩医だったが、不作の年に年貢の減免を願い出るも取り下げられたことを切っ掛けに職を辞して、飢饉の時に百姓を救うため紀伊国屋文左衛門の援助の下で救荒植物（食用になる野草）の研究をしている。研究成果を記した冊子第一弾を国許で配布するが、内容に毒草の記載もあったため藩命で斬首となる。冊子も没収となり処分されたが一冊だけ残された冊子から得られた知識は多くの百姓の命を救った。
梶新右衛門（かじ しんえもん）
がまの油を売りながら再士官先を探す浪人。半兵衛の住む長屋に引っ越してくる。高い居合の技量を持ち、居合の修練中に出た自分の脂汗を詰めてがまの油と称し売っている。
宮本伊織（みやもと いおり）
現在の荒巻藩の剣術指南役。二刀流の剣客。半兵衛が脱藩した後に指南役となり、現在に至るまで6年間務めている。彼自身は純粋に武士道を重んじていたが、藩主が隠居と同時に仕官試合を止めたことが気に入らず藩主の命を狙ったが失敗し討ち取られる。
稲葉良庵（いなば りょうあん）
医師。名医と言われる一方で一目見て病人の余命を言い当てるとして死神良庵とも言われる。助手としてマルという老犬を飼っているが、実はマルが患者に対して反応する様子から患者の余命を判断している。当時は正確な内臓の絵がないため、内臓を見るために半兵衛が埋めた死体を掘り起こす。ある殿さまに診断法を聞かれた際に正直に答えるも、馬鹿にされたと判断した殿さまに無礼打ちされる。
安藤昌益（あんどう しょうえき）
江戸中期に封建制を批判し、士農工商差別のない平等な社会の実現を主張した出羽出身の町医者であり思想家。作中時点（享保3年）では豪農の息子であり数え年16才。江戸の見聞を希望したところ、父親と紀文が知り合いであり、紀文が半兵衛を案内役として推薦したため、10日間江戸を案内される。

## 書誌情報
- 徳弘正也 『もっこり半兵衛』 集英社〈ヤングジャンプコミックス〉、既刊11巻（2025年1月17日現在）
  1. 2018年1月19日発売[6]、ISBN 978-4088908557
  2. 2018年6月19日発売[7]、ISBN 978-4088910635
  3. 2019年2月19日発売[8] （以下電子書籍でのみ発行）
  4. 2019年10月18日発売[9]
  5. 2020年8月19日発売[10]
  6. 2021年4月19日発売[11]
  7. 2021年11月19日発売[12]
  8. 2022年11月17日発売[13]
  9. 2023年5月19日発売[14]
  10. 2024年3月18日発売[15]
  11. 2025年1月17日発売[16]